# Reino sapeo de Tracia

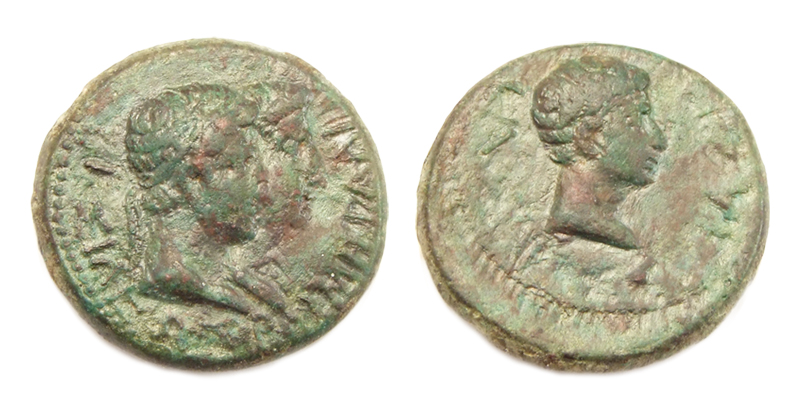
Moneda de Rhoemetalces I (r. 11 a. C.-12 d. C.). El anverso muestra a Rhoemetalces y su esposa Pitodoris. En el reverso, la efigie del emperador romano Augusto.

El reino de Tracia, también conocido el reino Sapeo, fue un antiguo estado de Tracia en el sureste de los Balcanes que existió desde mediados del siglo I a. C. hasta el 46 d. C. Sucedió al reino odrisio de Tracia de la era clásica y helenística. Fue dominado por la tribu de los sapeos, que gobernó desde su capital Bizye en lo que ahora es el noroeste de Turquía. 
Inicialmente solo de relevancia limitada, su poder creció significativamente cuando pasó a ser un estado cliente de la República romana tardía. Después de la Batalla de Actium en el 31 a. C., Octavio (más tarde emperador Augusto) instaló una nueva dinastía que demostró ser muy leal y expansiva. Los sapeos conquistaron y gobernaron gran parte de Tracia en nombre del Imperio Romano. El estado cliente duró hasta el 46 d. C., cuando el emperador Claudio anexó el reino e hizo de Tracia una provincia romana.

## Historia
A finales del siglo II y principios del I a. C., Tracia estaba políticamente fracturada y sujeta a luchas constantes entre potencias locales y extranjeras. Al mismo tiempo, la República romana trató de ejercer más influencia en la región. Los romanos encontraron una gran resistencia y sufrieron repetidas derrotas a manos de las tribus tracias, sobre todo los bessi. Los romanos contuvieron gradualmente las incursiones tracias en las áreas circundantes dominadas por los romanos, como Macedonia.
A mediados del siglo I a. C., una de las tribus tracias más importantes era la de los sapeos. Estos últimos finalmente se convirtieron en aliados y clientes de Roma. Sin embargo, muchos tracios continuaron oponiéndose tanto a los sapeos como a los romanos. Alrededor del 13 a. C., los bessi bajo un sacerdote llamado Vologeso se rebeló y mató al rey tracio. El Imperio Romano sofocó la rebelión y, en consecuencia, expandió sus posesiones a lo largo del Danubio. Otra revuelta fallida estalló en el 11 a. C.
El poder del reino tracio declinó cuando la familia real se vio envuelta en conflictos dinásticos y guerras civiles. Cuando el gobernante sapeo, Rhoemetalces I, murió en el año 12 d. C., los romanos dividieron su reino entre su hijo Cotis III y su hermano Rhescuporis II, pero los dos gobernantes rápidamente comenzaron a pelear entre sí. Cotis III fue asesinado por su tío en el 19 a. C., después de lo cual los romanos lo depusieron y eligieron nuevos reyes de las dos líneas sucesorias. 
Más rebeliones continuaron estallando en el reino de Tracia, como en el 21 d. C. cuando los insurgentes sitiaron al rey Rhoemetalces II. Fue salvado por la intervención del ejército romano. A su vez, Rhoemetalces II ayudó a los romanos a sofocar una rebelión entre las tribus montañesas del sur de Tracia en el 26 d. C. Alrededor del 44/45 d. C., estalló otra revuelta durante la cual el rey Rhoemetalces III fue asesinado. En el año 46 d. C., el emperador romano Claudio decidió poner fin al reino, anexionándolo.
Tracia se mantuvo bajo dominio romano y bizantino hasta finales del siglo VII d. C..

## Obras citadas
- Webber, Christopher (2001). Los tracios 700 a. C. - 46 d . C. Oxford: editorial Osprey. ISBN 978-1841763293.

- Delev, Peter (2016a). "Entre Farsalia y Filipos. Tracia en los años cuarenta a. C." . Tracia . 21 : 49–59. ISSN  0204-9872.

## Lectura adicional
- Delev, Peter (2016b). "Cotys Hijo de Rhascuporis". Monumentos y textos en la antigüedad y más allá. Ensayos para el centenario de Georgi Mihailov (1915-1991). Universidad St. Kliment Ohridski. págs. 119–129. ISBN 978-954-07-4103-1.

- Delev, Pedro (2018). "¿Existió alguna vez un Reino Odrisio "Tardío"?" . Atephanos Archaeological ad 80 annum teacheris Ludmili Getov. Universidad St. Kliment Ohridski. págs. 191–196.

- Kolev, Felipe (2017). "Bizye. De residencia tribal a ciudad romana". Ciudades en el sudeste de Tracia. Continuidad y Transformación. Universidad St. Kliment Ohridski. págs. 125–130. ISBN 978-954-07-4275-5.

- Lozanov, Ivaylo (2015). "Tracia romana". En Valeva, Julia; Nankov, Emil; Graninger, Danver (eds.). Un compañero de la antigua Tracia. Wiley-Blackwell. págs. 75–90. ISBN 978-1444351040.

- Matei-Popescu, Florian (2018). "Las estrategias tracias en Scythia Minor". Sociedad, Reyes, Dioses. In memoriam professoris Margaritae Tachevae. Universidad St. Kliment Ohridski. págs. 107–118. ISBN 978-954-07-4417-9.

- Terziev, Stoyan (2017). "Las ciudades del sureste de Tracia y el gobierno central bajo los últimos reyes tracios (27 a. C. - 45 d. C.)". En Daniela Stoyаnova; Grigor Boykov; Ivailo Lozanov (eds.). Ciudades en el sureste de Tracia. Continuidad y Transformación. Universidad St. Kliment Ohridski. págs. 131–140. ISBN 978-954-07-4275-5.

- Datos: Q104834466